# مات واين
مات واين (بالإنجليزية: Matt Wayne)‏ هو كاتب سيناريو أمريكي، (ولد في كليفلاند في الولايات المتحدة 1900  م).

## وصلات خارجية
- مات واين على موقع IMDb (الإنجليزية)
- مات واين على موقع قاعدة بيانات الفيلم (الإنجليزية)